# 立川バス拝島営業所

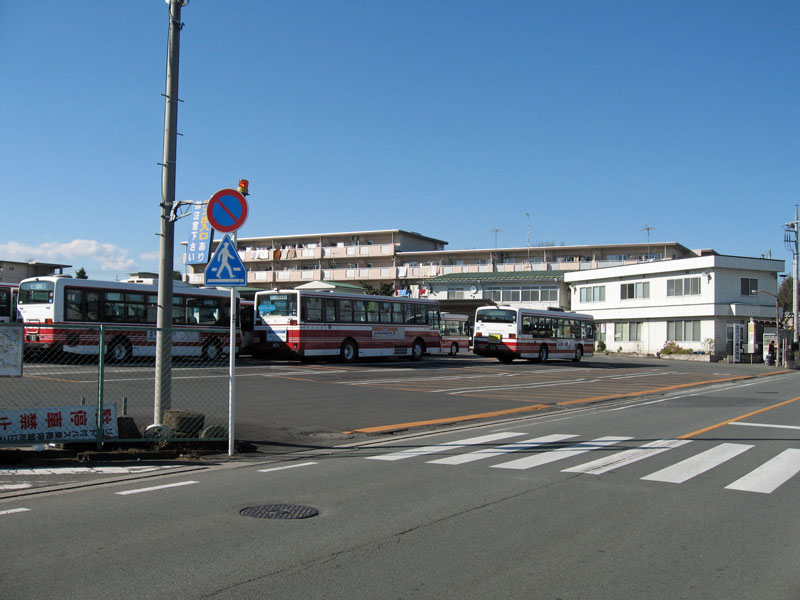
立川バス拝島営業所（2009年1月）

立川バス拝島営業所（たちかわバスはいじまえいぎょうしょ）は、かつて存在した立川バスの営業所である。所在地は東京都昭島市拝島町3丁目15番4号。分離子会社のシティバス立川拝島営業所が敷地内に併設されていた。
2018年7月1日をもって瑞穂営業所と共に福生営業所に統合され、拝島操車場に降格された。
高松町営業所・砂川営業所（いずれも廃止）に続く、立川バス第3の営業所として1963年に開設された。市境近くにあり、福生市の熊川団地と隣接していた。立川駅 - 拝島駅線（拝島線）を中心に、昭島市・福生市・立川市・国立市の路線を担当していた。
車番として付されていた営業所記号はH（過去に在籍していたシティバス立川への委託車両はCH）であった。

## 沿革
- 1963年 - 拝島営業所開設[3]。
- 1989年 - 瑞穂営業所開設[4]。拝島営業所瑞穂支所として開設したものを営業所に昇格[3]。これにより瑞穂営業所へ路線移管し羽村市・瑞穂町から撤退。
- 1999年 - 二宮線廃止に伴いあきる野市から撤退。
- 2000年
  - 4月1日 - 株式会社シティバス立川設立[1]、立川バス拝島営業所の敷地内にシティバス立川拝島営業所が設置される[1]。
- 2000年10月1日 - 立川バス拝島営業所の一般路線2路線を移管して営業開始[5]。
  - 10月1日 - 国立営業所の閉鎖に伴い、音高線・羽衣循環を引き継ぎ国立市に所轄エリアを拡大。大山団地線を上水営業所より移管される。福生団地線（拝16・17）をシティバス立川へ移管。
- 2008年
  - PASMOを導入（シティバス立川拝島営業所でも導入）。
  - 11月16日 - 田中町団地線（昭30・31）をシティバス立川へ移管。
- 2009年8月30日 - 都内最後のエアロスターMであった、H893号車（KC-MP217M）の運行が終了。
- 2010年2月11日 - 「立川バスファン感謝イベント」を拝島営業所構内で初めて開催。以降2014年まで毎年2月または3月に同所で開催した（2015年から2017年まではイオンモールむさし村山で開催）。
- 2010年2月14日 - 立川バス唯一のいすゞ・キュービックLTであった、H711号車（KC-LT333J）が運行終了。運行終了にあたり車両内外の所属表記を新製配置時の所属であった国立営業所のKに復元して運行された。
- 2012年7月 - 初期ノンステップバスカラー（愛称「木バス」）であった、H913号車 （KC-MP747M）が運行終了｡
- 2013年3月 - 初代「リラックマバス」1号車のH728号車が、リラックマバスとしての運行を終了。ラッピングを解除し通常の立川バスカラーに戻された
- 2013年7月 - いすゞ・キュービックの富士重工7E車体であった、H715号車（KC-LV380L）が運行終了。これにより拝島営業所から大型路線車のツーステップバスが全廃。運行終了にあたりさよなら運転イベントが行われた[6]｡
- 2015年3月 - 拝島営業所に2台配置されていた、いすゞ・エルガJ（H406・H407号車）が運行終了。これにより、いすゞの中型長尺車が全廃。運行終了にあたりさよなら運転イベントが行われた[7]｡
- 2018年7月1日 - 瑞穂営業所と機能を統合し、福生営業所を新設。それに伴い操車場へ降格[2]。同時にシティバス立川も立川バス本体に吸収合併された[2]。

## 閉鎖時の路線
特記以外はすべて、閉鎖時に福生営業所に移管された。

### 立川駅北口 - 松中団地方面
- 立14：立川駅北口 → 高松町三丁目 → 立飛本社前 → 砂川七番 → 砂川三番 → 天王橋 → 松中団地 → 松中団地操車場（平日運休）
- 立14-2：立川駅北口 - 災害医療センター東 - 裁判所前 - 砂川三番 - 天王橋 - 松中団地 - 松中団地操車場
- 立14-3：立川駅北口 - 高松町三丁目 - 立飛本社前 - 柏町二丁目 - 砂川三番 - 天王橋 - 松中団地 - 松中団地操車場
- 立15：立川駅北口 - 高松町三丁目 - 立飛本社前 - 砂川七番 - 砂川三番 - 天王橋 - 松中団地 - 松中団地操車場 - 西砂川 - 拝島駅北入口（現在運行休止中）
- 立15-2：拝島駅北入口 → 西砂川 → 松中団地操車場 → 松中団地 → 天王橋 → 砂川三番 → 立川市役所 → 裁判所前 → 災害医療センター東 → 立川駅北口（土曜・休日運休）
- 立15-3：立川駅北口 - 高松町三丁目 - 立飛本社前 - 柏町二丁目 - 砂川三番 - 天王橋 - 松中団地 - 松中団地操車場 - 西砂川 - 拝島駅北入口
- 立15-4：立川駅北口 - 災害医療センター東 - 裁判所前 - 砂川三番 - 天王橋 - 松中団地 - 松中団地操車場 - 西砂川 - 拝島上水橋 - 八高線ガード下 - 拝島駅
- 立15-5：立川駅北口 - 高松町三丁目 - 立飛本社前 - 柏町二丁目 - 砂川三番 - 天王橋 - 松中団地 - 松中団地操車場 - 西砂川 - 拝島上水橋 - 八高線ガード下 - 拝島駅

立川駅から松中団地・拝島駅北入口方面へ向かう路線で、歴史は大変古く、1940年代には奥多摩振興（現：西東京バス）の路線として運行されていた。
立15は事実上の出入庫便で、松中団地からさらに五日市街道を西進し、国道16号手前の「拝島駅北入口」まで向かう。立川市役所が移転・開設されたことで、市役所へのアクセスを図るために立14-2・14-3・立15-2を新設した。その後、利用客減少から立14が大幅減便、立15については運行休止とされた。
拝島駅南口ロータリーが整備されたことで、2016年8月1日のダイヤ改正で、武蔵野から青梅線・八高線のガード下を経由して拝島駅へ向かう立15-4・15-5が新設された。これにより拝島駅北入口発着便が大幅に減便され、松中団地 - 拝島駅間のアクセス路線が誕生した。2018年7月1日のダイヤ改正で立15-2は廃止された。

### 立川駅北口 - 大山団地・東中神北循環
- 立16：立川駅北口 - 災害医療センター東 - 裁判所前 - 立川市役所 - 砂川五差路 - 大山団地東 -（←大山団地西 / 大山団地折返場→）-（東中神駅入口→）- 東中神駅北（東中神駅北循環）
- 立16-2 : 立川駅北口 - 災害医療センター東 - 裁判所前 - 立川市役所 - 砂川五差路 - 大山団地東 - 大山団地折返場 - 西武蔵野 - 東中神駅北口
- 立16-3 : 立川駅北口 - 災害医療センター東 - 裁判所前 - 立川市役所 - 砂川五差路 - 大山団地東 -（←大山団地西）- 大山団地折返場
- 立17：立川駅北口 - 災害医療センター東 - 裁判所前 - 泉町住宅モノレール本社 - 砂川五差路 - 大山団地東 -（←大山団地西 / 大山団地折返場→）- 西武蔵野 - （東中神駅入口→）- 東中神駅北（東中神駅北循環）
- 立17-2：立川駅北口 → 災害医療センター東 → 裁判所前 → 泉町住宅モノレール本社 → 砂川五差路 → 大山団地東 → 大山団地折返場 → 西武蔵野 → 東中神駅北口
- 立17-3：立川駅北口 - 災害医療センター東 - 裁判所前 - 泉町住宅モノレール本社 - 砂川五差路 - 大山団地東 -（←大山団地西）- 大山団地折返場
- 東中01： 西武蔵野 - 東中神駅北口

立川駅から国営昭和記念公園北西部の都営大山団地、東中神駅北方面へ向かう路線。かつては上水営業所の担当で、2000年10月1日の国立営業所閉鎖にともなう路線改編時に拝島営業所へ移管された。
経由地や発着点が異なる枝番路線が次々新設されていったのが特徴で、枝番が整理された現在でも、上記発着のほか大山団地東発や東中神駅北発が運行されている。
もともとは西立川・東中神を経由して大山団地（現・大山団地東）へ向かう路線で、団地建て替えにともなう折返場の再整備や、北側の道路（国営公園北通り）が開通したことで経路変更を実施し、昭和記念公園・立川防災基地の外周を循環する大山団地循環となったものである。このとき大山団地-立川駅北口間の急行便として、昭和記念公園構内をショートカットする便が設定されていた。その後、循環運行を東中神駅北側周辺部で折り返す形の循環になり、立川駅-西立川-東中神駅間を廃止した。
2010年4月16日には立川市役所が立川駅南口から現在地に移転したことにより、団地住民、沿線住民への利便性向上と駅からの来庁者対策のため、立川市役所経由便立16・16-2・16-3が新設された。大山団地行きは始発～夕方まで、市役所経由となり、立川駅行きは開庁時間から閉庁後数時間までが市役所経由となる。いずれも閉庁日含む全ての曜日において運行されている。
2018年7月1日のダイヤ改正で立17は廃止された。
2017年7月16日より、東中神駅北入口行きとして運行されていた立16‐2・立17‐2が東中神駅北口交通広場に乗り入れ、西武蔵野と東中神駅北口をノンストップで結ぶ新道経由の東中01が新設された。この東中01は、西武蔵野停留所を従来の東中神駅行きと異なる大山団地立川駅方向の停留所から発車するため注意が必要である。なお大山団地線は、立川シティハーフマラソン開催日の午前中のみ、砂川五差路止まり昭和記念公園砂川口始発となり、大山団地から東中神駅の間は運休となる。

### 立川駅北口 - 富士見町 - 拝島駅方面
- 立80：立川駅北口 - 富士見町 - 西立川 - 福島 - 宮沢 - 田中 - 拝島大師 - 拝島営業所
- 立81：立川駅北口 - 富士見町 - 西立川 - 福島 - 宮沢 - 清泉中学 - 昭島駅南口（土曜・休日運休）
- 立82：立川駅北口 → 富士見町 → 西立川 → 福島 → 宮沢 → 田中 → 拝島大師 → 拝島営業所 → 多摩工裏 → 拝島駅
- 立82-2：拝島駅 → 内出東 → 拝島営業所 → 拝島大師 → 田中 → 宮沢 → 福島 → 西立川 → 富士見町 → 立川駅北口
- 立85：立川駅北口 - 富士見町 - 西立川 - 福島 - 東中神駅（平日運休）
- 立86：立川駅南口 - 立川中央病院 - 富士見橋 - 福島 - 宮沢 - 田中 - 拝島大師 - 拝島営業所

立川バスの前身である立川自動車運輸の創業時からの基幹路線で、立川駅北口と拝島駅を結ぶ路線。1993年3月16日から、拝島駅方面は営業所を経由するようになった。
かつては拝島駅発着便は少なく、大半は営業所で折り返していたが、2015年12月16日に拝島駅南口のロータリーが整備されたことを受け、2016年8月1日のダイヤ改正より日中を中心に拝島駅行きと営業所行きを交互に運行している。
1948年に拝島 - 福生駅線を奥多摩振興（現：西東京バス青梅営業所）より譲り受け、立川 - 福生間の運行となった。1950年には福生 - 五日市間を運行する五王自動車（現：西東京バス五日市営業所）と相互乗り入れを開始し、1961年には檜原本宿まで延長された。また同年には奥多摩振興との共同運行で、立川駅と奥多摩湖を結ぶ長距離急行バスも開通した。
しかし青梅線・五日市線の列車増便や道路渋滞により、1973年に相互乗り入れが解消され、立川駅 - 福生駅の運行に戻された。また営業所以北は青梅線と近接していることもあり、1997年に立川駅 - 福生駅の直通（立83）は廃止された。その後も拝島営業所 - 福生駅の運行は続けられたが短命だった（#廃止・移管路線も参照）。
拝島循環線や啓明学園線のある啓明学園以西を除けば、立川駅へのアクセスが重視されている。昭島駅発着の昭島線（立81）、東中神駅発着の東中神線（立85）も本数が非常に少ないが、2001年12月に昭島市コミュニティバス「Aバス」が開業し、拝島駅・昭島駅・中神駅・東中神駅への足が確保されている。
前述のとおり2015年に拝島駅南口のロータリーが整備された関係で、立82は拝島駅方向の片方向運行となり、立川駅方面は内出東を経由する立82-2が新設された。拝島営業所バス停では、営業所内のバス停配置の関係でいったん営業所内に入り構内を時計回りしてからバス停に到着するルートを取り、営業所構内を日常的に一般路線が通る珍しい事例となった。
2018年7月1日のダイヤ改正で、立82はそれまでの立82-2の逆ルートによる運行となり、立82-2が立82に改番された。

### 立川駅北口 - すずかけ循環線
- 立93：立川駅北口 - 災害医療センター東 - 裁判所前 - 立川市役所 - 柏町二丁目 - 立飛本社前 - 高松町三丁目 - 立川駅北口（土曜・休日運休）

### 立川駅南口 - 富士見町団地方面
- 立71：立川駅南口 - 琴帯橋 - 団地西 - 富士見町操車場（西武バス立川営業所と共同運行）

立川駅南口から南下し、新奥多摩街道を西進する富士見町団地への足となっている。西武バスとの共同運行で、立川駅からは交互に等間隔になるように運行しているが、末端部の操車場が各社別々で終点が異なるため（西武バスは新道福島まで運行）、共通定期券の適用区間は立川駅南口 - 団地西となっている。
なお終点の富士見町操車場は、実際は昭島市郷地町に所在する。
以前は立川バス・西武バスとも、団地内へ入る便が存在した。また、2000年9月30日までは国立営業所が担当していた。
なお富士見町操車場着路線に関しては、拝島営業所入庫便に限り、新奥多摩街道上の専用バス停で終点・回送となる為、操車場内には入らない。2018年現在、立川バスのみ深夜バスが運行されている。
2015年5月1日より、乗降方式が西武バスとともに、前乗り前払い式へ変更となった。
これに伴い、一部バスの運賃箱が前乗り対応化され、外側面の出入口表示がサボ化された。

### 立川駅南口 - 三井アウトレットパーク方面
- 立70：立川駅南口 - （直通） - 三井アウトレットパーク（西武バス立川営業所、西武バス小平営業所、シティバス立川と共同運行）

2011年11月19日に土・休日のみ運行を開始した。立川駅南口では立72と同じ1番のりばから発車する。西武便は前乗り中降り、立川便は中乗り前降りと乗降方式が異なる。
運行開始時は立川バス瑞穂営業所の担当で、西武バス側は立川営業所・飯能営業所との共同運行であった。その後時期不明だが、西武バス側の担当は立川営業所のみとなった。
2016年時点で、立川バス側の担当は瑞穂営業所から拝島営業所へ移管されていた。
さらに西武バス側では時期不明だが、小平営業所と立川営業所での共同運行となっており、2018年3月16日の路線改変で更新された際の路線図に、小平営業所の路線図にも反映された。
西武バス、立川バス、シティバス立川の3社ともに自社の割引乗車券は適用対象外。また埼玉県内の「三井アウトレットパーク 入間」への直行バスのため、東京都シルバーパスは使用できない。

### 拝島駅 - 拝島循環
- 拝11：拝島駅 → 緑町四丁目 → 拝島団地 → 熊川団地 → 拝島駅（土曜運行）
- 拝12：拝島駅 - 拝島営業所（一部シティバス立川担当）
- 拝12-2：拝島駅 → 緑町四丁目 → 小荷田 → 拝島団地 → 拝島営業所
- 拝12-2：拝島営業所 → 拝島団地 → 熊川団地 → 拝島駅

拝島駅を起点とし都営拝島町三丁目アパート各棟を循環する。拝島駅で運行はいったん打ち切られ、駅をまたぐ乗り越しはできない。
平成初期までは、営業所折返便や他線による重複区間を含め約10分間隔、あるいはそれ以上の運行頻度であったが、その後は運行キロ数が短いこともあり本数が減り続けている。2003年に大半の便（循環便は全便）で経由地を増やすよう経路変更を行ったが、その後も運行本数は増えることはなく勢いを盛り返すには至っていない。
2016年8月1日のダイヤ改正で、立86が小荷田方面を経由しなくなったため小荷田を唯一経由する路線となり、拝12-2は日中に毎時一本の運行となり、拝11の拝島循環は土曜1便のみとなった（なお2018年7月1日のダイヤ改正で、拝12は平日朝5時台1便のみとなっている）。

### 昭島駅 - 西武立川駅 - 松中団地方面等
- 昭11：拝島駅 → 堀向 → 昭島駅南口（土曜・休日運休）
- 昭13：昭島駅南口 → 堀向 → 美堀町 → 西武立川駅南口 → 西砂川 → 松中団地操車場（土曜・休日運休）
- 昭15：昭島駅南口 - 堀向 - 美堀町 - 西武立川駅南口 - 五日市街道 - 西砂川 - 西武立川駅南口 - 美堀町 - 堀向 - 昭島駅南口
- 昭16：五日市街道 → 西砂川 → 西武立川駅南口 → 美堀町 → 堀向 → 昭島駅南口
- 昭17：昭島駅南口 → 堀向 → 美堀町 → 西武立川駅南口 → 五日市街道 → 西砂川

2017年7月16日から新たに、西武立川駅南口への乗り入れが開始された。

### 音高線・郵政循環
- 国15：国立駅南口 - 音高 - 立川六小 - ふれあい相互病院 - 立川駅北口（土曜・休日のみ運行）
- 国15-1：国立駅南口 - 音高 - 立川六小 - ふれあい相互病院 - 子ども未来センター - 立川駅南口
- 国20-2：国立駅南口 → 音高 → 富士見台四丁目 → 東羽衣町 → 音高 → 国立駅南口（午前廻り）
- 国20-2：国立駅南口 → 音高 → 東羽衣町 → 富士見台四丁目 → 音高 → 国立駅南口（午後廻り）
- 国20-3：国立駅南口 - 音高 - 富士見台四丁目
- 国20-4：国立駅南口 - 音高 - 東羽衣町
- 国20-5：たましんRISURUホール → 西国立駅入口 → 東羽衣町 → 音高 → 国立駅南口（平日朝1本のみ）

音高線は2000年に閉鎖された国立営業所からの移管路線で、拝島営業所路線では後述の郵政循環と合わせて唯一国立市内に乗り入れる路線である。音高（国立音大附属高校）〜立川六小間の一部道路が狭隘な関係で中型車での運行が主力となっていたが、土曜・休日や検査時には中型ロング車の代走もあり、エルガJが充当された例もわずかながらあった。
立川駅南口を発着する国15-1は、立川駅南口の駅前再開発とロータリー整備の進捗により開設され、この時点で大部分の便が国15より移管され定時性が大幅に向上した。拝島営業所へは後年開設された立86で出入庫を行っていたほか、立川駅南口から回送の上で富士見町操車場で中休となる運用も存在した（富士見町団地線がすでに前乗り化されていたため、同区間で営業運行されたことはなかった）。
その後は国15-1が終日毎時3本程度の運行で主力となり、国15は土曜・休日のみ運行される事実上の免許維持路線となっていたが、立川駅南口周辺の催事の際には迂回扱いでほぼ終日運行されたこともあった。なお国15-1の「錦町一丁目」および「子ども未来センター」（旧立川市役所前）バス停ポールは京王電鉄バスのものを共用している。
国20-2（郵政循環）は羽衣循環を改編して設定された。名前の通り中央郵政研修センター周囲を循環しており、主に平日朝夕のみの運行となる。国20-3・20-4・20-5の区間便は出入庫を兼ねており、起終点から拝島営業所までの間を長駆回送される。路線開設当初は上水営業所と共同運行だった時期があったが、比較的短期間で拝島営業所の単独運行に変更された。国20-5は平日朝の始発便のみの運行で、唯一西国立駅入口バス停を通る路線となっている。
「ふれあい相互病院」は旧「立川相互病院」バス停だったが、立川相互病院の移転および跡地に健生会ふれあい相互病院が建設されたことにより、2017年7月16日よりバス停名を変更した。
2018年7月1日のダイヤ改正で、国20-3、国20-4は廃止され、残りの系統は上水営業所へ移管された。

### Aバス（昭島市コミュニティバス）
昭島市のコミュニティバス「Aバス」を運行受託していた。一般路線と同様に福生営業所へ移管。詳細は当該記事を参照のこと。

## 廃止・移管路線

### 廃止路線
- 立13（初代）：立川駅北口 - 高松町三丁目 - 砂川七番 - 天王橋 - 残堀 - 三ツ木 - 瑞穂町役場入口 - 箱根ヶ崎駅

立川駅から箱根ヶ崎駅方面へ向かう中距離路線で、瑞穂営業所が設置される前に廃止された。2017年現在「立13」は瑞穂営業所が使用しているほか、天王橋から残堀へ向かう路線は設定されていない。
- 立82：拝島駅 → 多摩工入口 → 拝島営業所 → 拝島大師 → 田中 → 宮沢 → 福島 → 西立川 → 富士見町 → 立川駅北口

2016年8月1日、内出東経由に変更され立82-2となった。
- 立83：立川駅北口 - 福島 - 宮沢 - 田中 - 拝島営業所 - 内出 - 熊川片倉 - 幸楽園 - 熊野橋 - 福生駅西口

かつて運行していた立川駅 - 福生駅線で、1997年に廃止された。
- 拝11（初代）：拝島駅 → 多摩工入口 → 拝島営業所 → 拝島駅（拝島循環）

系統番号はそのままに緑町四丁目経由へ経路変更を実施して運行中である。
- 拝13（初代）：福生駅西口 - 福生市役所 - 牛浜郵便局 - 熊川片倉 - 内出 - 拝島営業所
- 拝14：拝島営業所 - 牛浜郵便局 - 福生市役所 - 川崎 - 羽村堰上 - 羽村駅西口 - 羽村駅東口
- 拝15：福生駅東口 - 神明神社前 - 羽村駅（西口側） - 羽村堰上 - 川崎 - 長沢 - 福生市役所 - 熊川片倉 - 拝島営業所

羽村駅西口周辺は西東京バスによる「はむらん」が運行されており、立川バスは撤退している。
- 拝18（初代）：福生駅西口 - 福生市民体育館 - 多摩橋 - 二の宮 - 玉見ヶ崎 - 内出 - 拝島駅

2016年3月26日の拝島駅ロータリー開業による西東京バスのダイヤ改正で、西東京バスによる運行で復活した。系統番号は福生営業所で再利用されている。
- 福11：福生駅東口 - 福生第六小学校 - 加美平団地中央 - 加美平団地 - 福生駅東口（加美平団地循環）

福生駅から加美平団地付近を循環運行する路線だが福生営業所に移管される前に廃止されている。
- 福15（初代）：福生駅東口 - 加美平団地中央 - 瑞穂都営住宅 - 箱根ケ崎駅 - 瑞穂中休場

瑞穂営業所の開設前に廃止され、系統番号は福生営業所で再利用されている。
- 福16：福生駅東口 - 神明神社前 - 羽村駅西口 - 羽村堰上 - 川崎 - 長沢
- 牛11：牛浜駅 - 栄通り - 熊野橋 - 福生七小前 - 福生団地中央 - 牛浜 - 牛浜駅（福生団地循環）

拝16・17に代替廃止された。
- 国20：国立駅南口 → 音高 → 東羽衣町 → 東京女子体育大学入口 → 西国立駅入口 → 東羽衣町 → 音高 → 国立駅南口（羽衣循環）
- 国20-1：国立駅南口 → 音高 → 東羽衣町 → 東京女子体育大学入口 → 西国立駅入口（入庫）
- 国20-1：東京女子体育大学入口 → 西国立駅入口 → 東羽衣町 → 音高 → 国立駅南口（出庫）

郵政循環（国20-2・国20-3・国20-4）に改編され廃止。
- （出入庫）：拝島営業所 - 拝島駅 - 松中 - 残堀 - 三ツ藤

瑞穂営業所設置以前に廃止されている。
- 系統番号不明：箱根ケ崎駅 - 西多摩病院入口 - 第2ゲート - 牛浜北通り入口 - 富士見丘住宅 - 松原 - 拝島営業所
- 系統番号不明：箱根ケ崎駅 - 西多摩病院入口 - 第2ゲート - 牛浜北通り入口 - 富士見丘住宅 - 拝島駅
- 系統番号なし：拝島駅 - 拝島高校

### 移管路線
- 夜行高速バス「シャルム号」
1991年4月運行開始。2008年11月16日、シティバス立川へ移管（2009年5月13日をもって撤退）。
- 系統番号なし：拝島駅 → 啓明学園
2012年4月より大新東へ移管。

## 車両

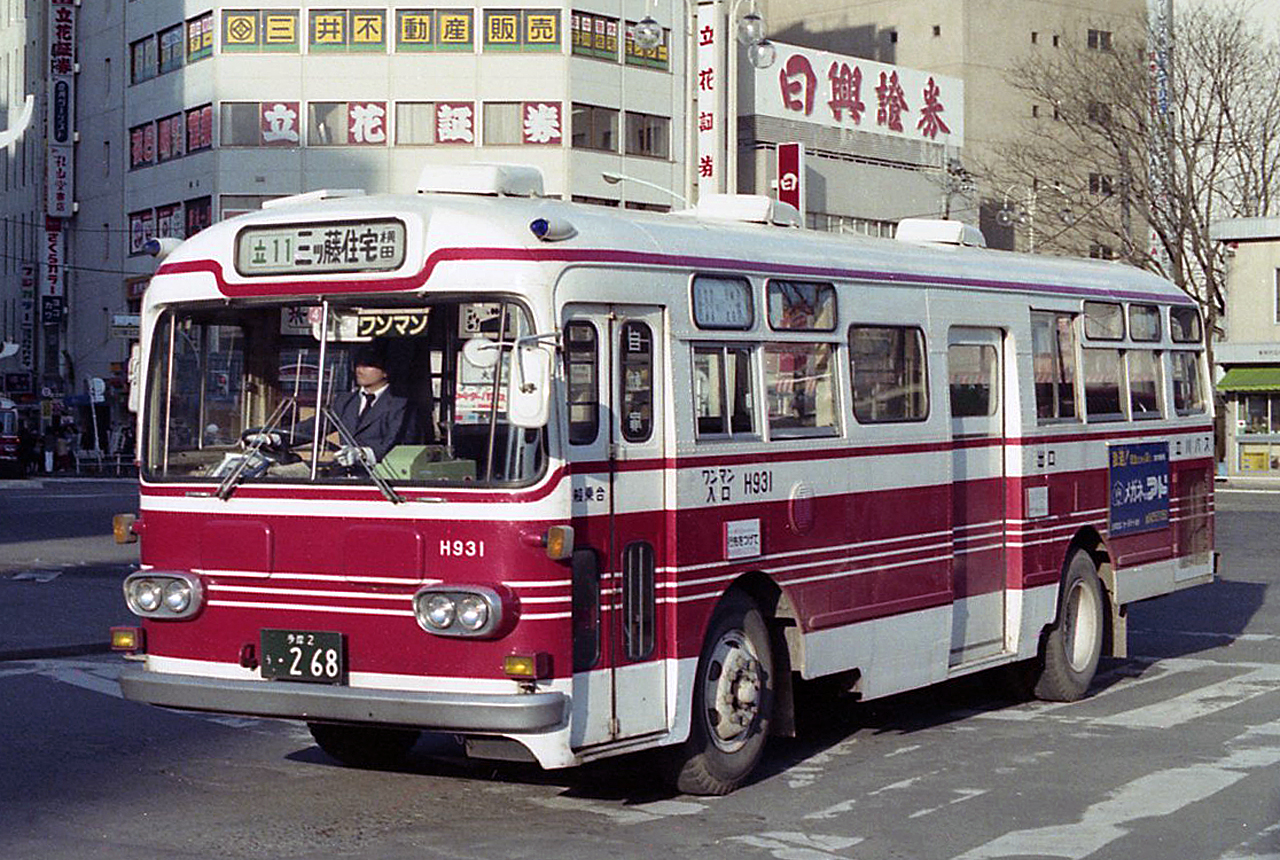
ふそうMR480 1966年式

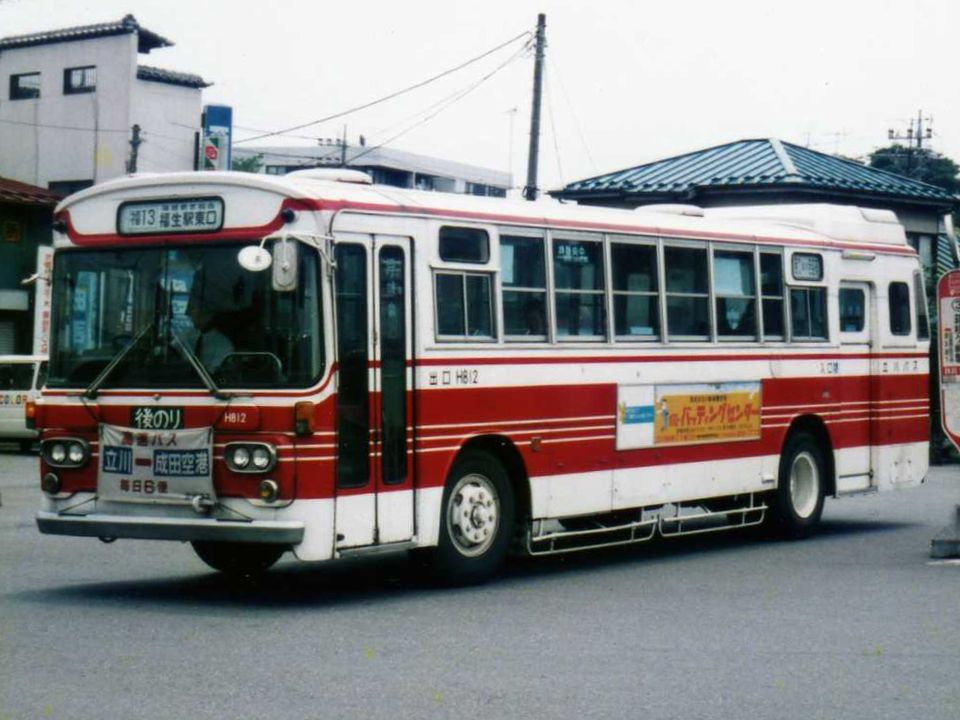
ふそうMP118M
K-MP118M

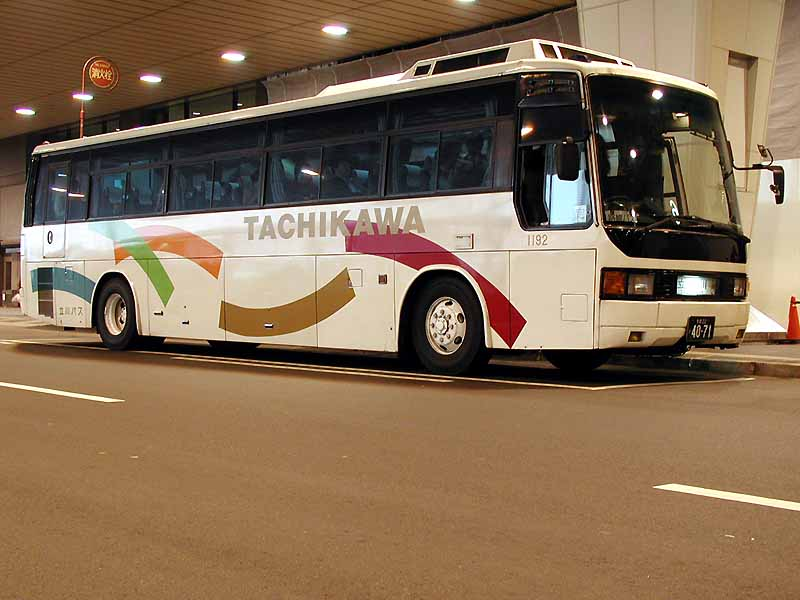
三菱エアロバス
U-MS729S
小田急グループカラー導入前のオリジナルカラー。
空港リムジンはシティバス立川へ移管された。

立川バス全体ではいすゞ自動車・三菱ふそうの2社が主流だが、拝島営業所では他の営業所と異なり日産ディーゼル製の大型路線車を集中配置していたことが特徴的であった。日産ディーゼル車は富士重工製車体で導入していた。立川バスではいすゞ車も富士重工車体で導入していたが、社番（大型路線車は日産ディーゼル＝5、いすゞ＝6・7）で判別が可能であった。
日産ディーゼル車は、大型路線車のU/UA系が1991年（平成3年）式まで（P-U32L→P-U33L→U-UA440LSNまで）が拝島営業所のみに集中配置されていた。富士重工業製車体を架装し、P-U32LからP-U33Lへモデルチェンジした1988年（昭和63年）式より5Eから7E車体となった。P-U33LのH565号車はハイバックシートのワンロマ車で、U-UA440LSNは1991年に2台（H568号車・H569号車）のみ導入された。以降は日産ディーゼル製路線車の導入は途絶え、拝島営業所でも他の営業所と同様にいすゞ車とふそう車が導入されるようになる。拝島営業所へ集中配置された日産ディーゼル製の大型路線車は2004年までに全車除籍された。
三菱製（三菱自動車工業→三菱ふそうトラック・バス）の車両は、呉羽車体時代から三菱ふそう・エアロスターを多く導入しており、初代エアロスターはエアロスターK（P代のみ）→エアロスターM（呉羽車体）、2代目エアロスター（KC→KL→PJ→QKG-MP37→QKG-MP38）を導入していた。中型車はエアロミディMK（K-代から）を導入していた。
過去には特定車として東京都福祉局から移籍した福祉輸送用のエアロミディMM（1202号車、エアサス・車椅子用リフト付き）も在籍した。そのほか、エアロミディMJ（KK-MJ25HJ）、エアロミディMK（PA-MK27FM、シティバス立川への委託車両を含む）を導入していた。また日産ディーゼル・スペースランナーRAのOEM供給車のエアロスター-Sも導入しており、西日本車体工業製車体の車両はこの車種が唯一の導入例となる。
コミュニティバス用の小型車は、昭島市コミュニティバス「Aバス」開業時に専用車両として、マイクロバスの三菱ふそう・ローザ（KK-BE63EG）が2台（HA15・HA16）導入され、路線仕様で車椅子用リフト付きのCNG改造車であったが、2代目車両の日野・ポンチョに代替された（詳細は「Aバス」の記事を参照）。また特定輸送用としてもローザが在籍した。
2000年の国立営業所閉鎖により、いすゞ・キュービック（富士重工7E車体）が転入したことで、いすゞ自動車製の車両が増加した。富士重工車体のキュービックは2013年7月をもって全車除籍された。
日野自動車製の車両は、同じく「Aバス」用のポンチョ、特定輸送用のメルファが在籍した。高速車のセレガは高速バス路線の移管に伴いシティバス立川に移籍している。
立川バスの特徴的な車両として、2015年3月まで日野・レインボーHRのOEM供給車であるいすゞ・エルガJが、H406、H407の2台在籍していた。
エルガJについての詳細は「立川バス#いすゞ・エルガJ」「立川バス瑞穂営業所#車両」も参照
2016年時点では、いすゞ車は大型車のエルガ、中型車のエルガミオが在籍していた。エルガのH777号車は、社番がスリーセブンであることから、登録番号も希望ナンバーで「多摩200あ・777」を取得している。ラッピングバス以外で希望ナンバーの車両は、H777号車のみである。

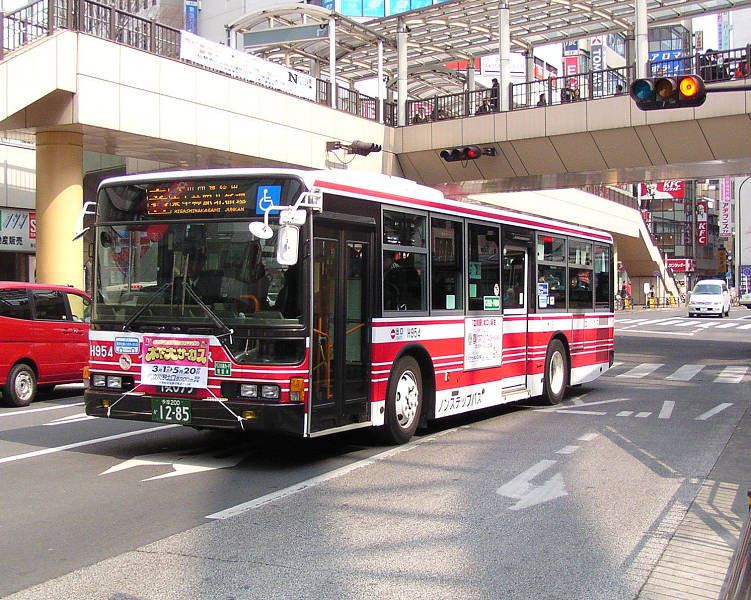
拝島営業所所属車両 (H954)
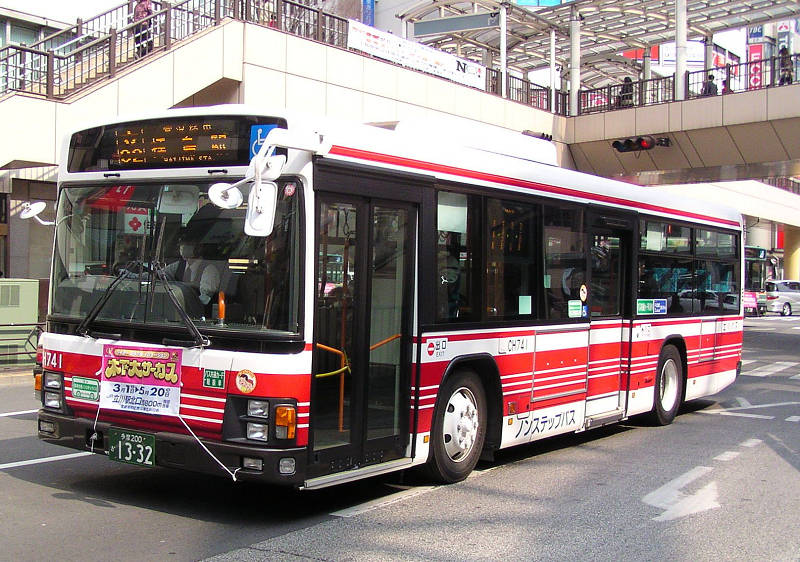
シティバス立川委託車 (CH741)
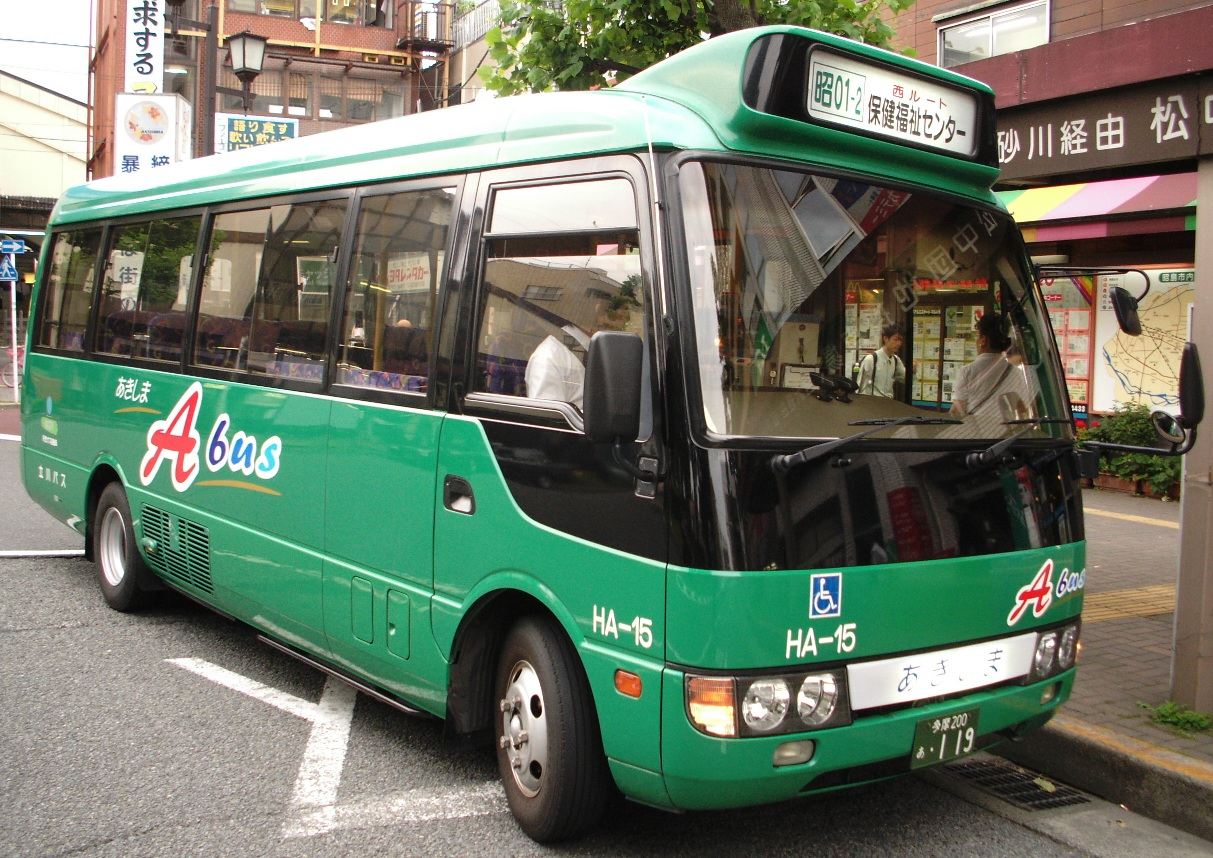
三菱ふそう製のマイクロバス（Aバス旧塗装）
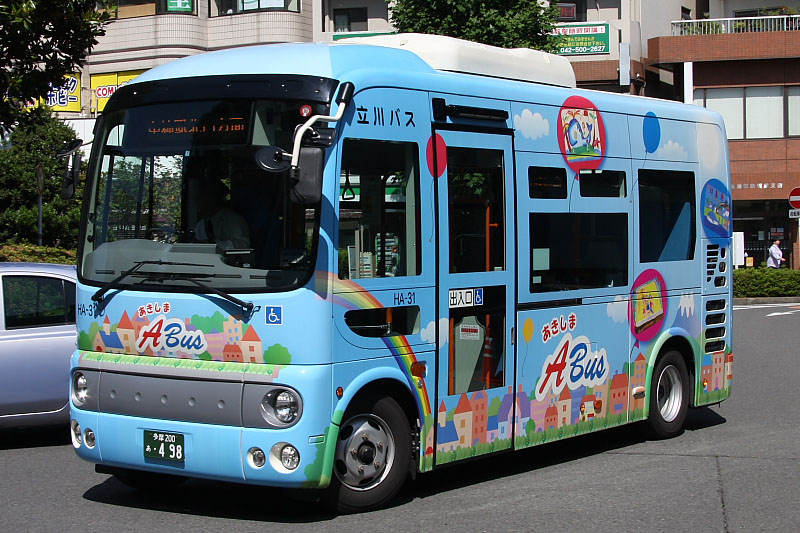
日野自動車製の小型車（Aバス新塗装）

## 当営業所が登場する作品
- パンとバスと2度目のハツコイ - 2018年一般公開の映画。立川バスの協力のもとに当営業所がロケ地となり、ヒロインの相手役が当営業所のバス運転士という設定で、閉所前の2017年に営業所構内で撮影が行われた。H925号車（多摩200か31-13）の実車が登場し、洗車機でバスを洗車するなどの様子が劇中本編で確認できる。
- 相棒 - Season8の第8話に、シティバス立川C979号車（多摩200か19-08）の実車が登場する。